# José Masso
José Israel Masso Alvarez (* 2. Dezember 1997 in Holguín) ist ein kubanischer Volleyballspieler.

## Karriere
Masso begann seine Karriere in Guantánamo. Bis 2011 spielte er beim spanischen Verein CV 7 Islas auf Gran Canaria. Danach wechselte er zum portugiesischen Erstligisten Sporting Lissabon. Im Sommer 2023 gab er sein Debüt in der kubanischen Nationalmannschaft. Mit Kuba spielte der Mittelblocker in der Nations League und in der Olympiaqualifikation. Zur Saison 2023/24 wurde Masso vom deutschen Bundesligisten VfB Friedrichshafen verpflichtet. Wegen Problemen mit dem Visum kam er jedoch erst Mitte November in Friedrichshafen an. Mit dem Verein wurde er als Tabellendritter der Hauptrunde im Playoff-Finale deutscher Vizemeister. Auch 2024/25 spielt Masso für Friedrichshafen.